# Yury Osipov
Yury Sergeevich Osipov (em russo:  Юрий Сергевич Осипов; Tobolsk, 7 de julho de 1936) é um matemático russo.
Membro da Academia de Ciências da Rússia, a qual presidiu de 1991 a 2013.